# Liste der Bodendenkmäler in Forstern
Auf dieser Seite sind die Bodendenkmäler in der oberbayerischen Gemeinde Forstern zusammengestellt. Diese Tabelle ist eine Teilliste der Liste der Bodendenkmäler in Bayern. Grundlage ist die Bayerische Denkmalliste, die auf Basis des Bayerischen Denkmalschutzgesetzes vom 1. Oktober 1973 erstmals erstellt wurde und seither durch das Bayerische Landesamt für Denkmalpflege geführt wird. Die folgenden Angaben ersetzen nicht die rechtsverbindliche Auskunft der Denkmalschutzbehörde.

## Bodendenkmäler in Forstern
| Lage       | Objekt | Akten-Nr.     | Bild |
| ---------- | --- | ------------- | ---- |
| (Standort) | Siedlung vor- und frühgeschichtlicher Zeitstellung.                                                                                            | D-1-7837-0059 |      |
| (Standort) | Siedlung vor- und frühgeschichtlicher Zeitstellung.                                                                                            | D-1-7837-0060 |      |
| (Standort) | Verebneter Grabhügel vorgeschichtlicher Zeitstellung.                                                                                          | D-1-7837-0085 |      |
| (Standort) | Untertägige mittelalterliche und frühneuzeitliche Befunde und Funde im Bereich der Kath. Kirche                                                | D-1-7837-0115 |      |
| (Standort) | Untertägige spätmittelalterliche und frühneuzeitliche Befunde und Funde                                                                        | D-1-7837-0117 |      |
| (Standort) | Untertägige spätmittelalterliche und frühneuzeitliche Befunde und Funde                                                                        | D-1-7837-0119 |      |
| (Standort) | Untertägige mittelalterliche und frühneuzeitliche Befunde und Funde im Bereich der Kath. Kirche                                                | D-1-7837-0121 |      |
| (Standort) | Untertägige mittelalterliche und frühneuzeitliche Befunde im Bereich der Kath. Filialkirche St. Jakobus von Pullach und ihrer Vorgängerbauten. | D-1-7837-0123 |      |
| (Standort) | Siedlung vorgeschichtlicher Zeitstellung. | D-1-7838-0032 |      |
| (Standort) | Viereckschanze der späten Latènezeit. | D-1-7838-0192 |      |